# Gene Olaff
Eugene „Gene“ A. Olaff (* 23. September 1920 in Bayonne, New Jersey; † 17. Januar 2017 in Florence Township, New Jersey) war ein US-amerikanischer Fußballspieler auf der Position eines Torhüters. Er war vor allem zwischen den 1930er und 1950er Jahren aktiv und absolvierte im Jahre 1949 ein einziges Länderspiel für die US-amerikanische Fußballnationalmannschaft. Obwohl er als der beste Torhüter der USA der 1940er Jahre galt, brachte er es lediglich auf ein einziges Länderspiel, da die Vereinigten Staaten aufgrund des Zweiten Weltkrieges rund ein Jahrzehnt keine Fußballländerspiele austrugen.
1971 wurde Olaff für seine Dienste um den US-Fußball in die National Soccer Hall of Fame aufgenommen.

## Karriere

### Jugend, Start in die Fußballkarriere und erste Jobs
Gene Olaff wurde am 23. September 1920 als Sohn der schottischstämmigen Irene MacGregor und des aus Schweden stammenden Victor Olaff in der Stadt Bayonne im US-Bundesstaat New Jersey geboren. Sein Vater Victor Olaff, ein Seemann, kam einst mit dem Schiff in die Vereinigten Staaten und ließ sich hier von der U.S. National Guard verpflichten, um an die US-amerikanische Staatsangehörigkeit zu kommen. Ironischerweise wurde er kurz nach dem Erhalt der Staatsangehörigkeit wieder nach Europa verschifft, wo er mit der Nationalgarde am Ersten Weltkrieg teilnahm und dabei in Frankreich stationiert war. Im Jahre 1927 kam Gene Olaffs einziges Geschwister, die Schwester Adele, zur Welt. Beide Elternteile starben in weiterer Folge noch in jungen Jahren; die Mutter im Jahre 1937 mit 39 Jahren und der Vater im Jahre 1941 mit 43 Jahren. Aus diesem Grund musste der zu dieser Zeit eben erst in seinen frühen 20ern stehende Olaff fortan seine rund sieben Jahre jüngere Schwester großziehen, da die Familie in den Vereinigten Staaten auch keine weiteren Verwandten mehr hatte. Seine Fußballlaufbahn begann er noch zu Lebzeiten der Eltern und war dabei bereits als Zwölfjähriger im Vereinsfußball aktiv.
In den Jahren 1933 bis 1937 kam er in der Fußballmannschaft der Sportabteilung seiner lokalen High School, der Bayonne High School, zum Einsatz und spielte parallel dazu ab 1933 in der Juniorenauswahl des Lokalvereins Bayonne Rangers. Da er bereits damals der größte Spieler in der Mannschaft war, wurde er zum Torhüter ernannt und behielt diese Position im Laufe seiner gesamten Fußballlaufbahn bei. Im Jahre 1935 stieg er in die Herrenmannschaft auf und war in dieser bis einschließlich 1936 aktiv. In weiterer Folge zog es ihn nach New York City, wo er beim semiprofessionellen Team New York Brookhattan in der American Soccer League unterkam, jedoch ausschließlich in der Reservemannschaft, der sogenannten B-Mannschaft, eingesetzt wurde. Nach seinem Abgang von der Bayonne High School war sein erster Beruf, der eines Hausmeisters bei einer T-Shirt-Fabrik in Bayonne, wo er sieben US-Dollar in der Woche verdiente. Nach nur einem Monat wechselte er bereits diesen Job und wurde Expedient bei der Raven Screen Co. in New York City, wo er bereits die doppelte Entlohnung erhielt. In späteren Jahren arbeitete er unter anderem für General Motors in Linden, New Jersey, wo er unter anderem als Metallbearbeiter auf einen Wochenlohn von 45 US-Dollar kam.

### Über Hatikvoh F.C. und Swedish F.C. zu Brooklyn Hispano
Da er 1937 bereits in Brooklyn als Fußballspieler aktiv war, zog es ihn in weiterer Folge innerhalb des Boroughs zum Hatikvoh F.C. mit Spielbetrieb in der National Soccer League of New York, kurz NSL oder NSL of NY. Mit diesem gewann er daraufhin im Jahre 1939 den National League Cup. Jedoch verlor er in dieser Zeit auch seinen Amateurstatus, da er zu den damals noch wenigen Spielern zählte, die Geld für das Fußballspielen (9 $ pro Spiel) erhielten, und verließ die Mannschaft noch im gleichen Jahr in Richtung Swedish F.C. Seinen Amateurstatus verlor er, nachdem die Verantwortlichen des Hatikvoh F.C. beim nationalen Verband bekanntgaben, dass er für seine Dienste eine Entlohnung erhielt, woraufhin er vom damaligen Sekretär des Verbandes, dem späteren Hall-of-Famer Joseph Barriskill, als Profispieler deklariert wurde. Dies passierte zu dieser Zeit vielen Spielern, wie unter anderem auch Jack Hynes, wodurch diese Spieler keine Chance mehr hatten, an den Olympischen Sommerspielen teilzunehmen. Bei diesem oftmals als „diktatorisch umgesetzt“ bezeichneten Vorgang hatten die Spieler keine Möglichkeit eine Beschwerde einzulegen oder um eine Anhörung zu bitten. Für die Mannschaft, die ihren Spielbetrieb ebenfalls in Brooklyn hatte, war der 1,85 m große Olaff bis 1941 aktiv und gewann mit der Mannschaft bereits im Jahr 1940 den zweiten National League Cup seiner bisherigen Karriere. Im Jahre 1941 schloss er sich dem ebenfalls aus demselben Borough stammenden Team Brooklyn Hispano an. Die Mannschaft hatte ihren Spielbetrieb in der American Soccer League und war dabei unter anderem ein Ligakonkurrent von New York Brookhattan. Im gleichen Jahr heiratete er auch seine damalige Freundin Doris Stanley (1922–2003), wobei er selbst zu diesem Zeitpunkt 21 und seine Ehefrau 18 Jahre alt war.
Nachdem er der Mannschaft von 1941 bis 1944 angehörte, konnte er in den Jahren 1943 und 1944 zwei Mal in Folge den US-amerikanischen Fußballpokal, damals National Challenge Cup genannt, gewinnen. Dabei setzte er sich mit seinem Team im Jahre 1943 in einem Wiederholungsspiel gegen Morgan Strasser aus Pittsburgh, Pennsylvania, durch und war auch im Jahr darauf gegen Morgan Strasser erfolgreich. Bereits zu diesem Zeitpunkt nahm nur eine begrenzte Anzahl an Mannschaften am Wettbewerb, da eine Vielzahl der Spieler im Zweiten Weltkrieg im Einsatz war. Vor dieser Finalbegegnung kündigten die Spieler einen Streik an und traten erst an, nachdem man ihnen eine Entlohnung von 30 US-Dollar pro Spieler für dieses Spiel versprochen hatte; die bis dahin höchste jemals ausbezahlte Summe. Im gleichen Jahr gelang der Mannschaft das Double, wobei man auch als Sieger der American Soccer League hervorging. Nach dem Pokalerfolg war es auch für Olaff soweit und er wurde von der U.S. Navy für den Kriegsdienst eingezogen. Bereits davor gehörte er der Navy an und war, während des bereits laufenden Krieges, als Diver First Class hauptsächlich an der Ostküste der Vereinigten Staaten stationiert, wo er unter anderem die diversen Ausbildungsstätten der Navy besuchte und parallel dazu weiterhin für Brooklyn Hispano aktiv war. Als er Ende des Jahres 1944 und das gesamte Jahr 1945 in Bari in Italien stationiert war, nahm er an verschiedenen Bergungsoperationen in der Adria teil. Erst im Jahre 1946 kehrte er wieder aus dem Krieg zurück und schloss sich erneut seinem vorigen Verein Brooklyn Hispano an. Dort wurde er unter anderem durch seinen Trainer Duncan Othen, der ihn wie einen Sohn behandelte und der für ihn ebenfalls eine Vaterrolle ausfüllte, gefördert und, nachdem er nach einer 0:6-Niederlage seine Karriere beenden wollte, zum Weitermachen motiviert. Des Weiteren kam er zu einem Regierungsprogramm, bei dem ihm für die folgenden 52 Wochen wöchentlich 20 US-Dollar ausbezahlt wurden, bis er einen neuen Job finden sollte. Dies dauerte jedoch in Olaffs Fall nicht lange, da er sich bereits im März 1946 der von H. Norman Schwarzkopf senior gegründeten New Jersey State Police anschloss. Diese war zum damaligen Zeitpunkt noch stark vom Militär beeinflusst und war noch kein wirkliches Exekutivorgan, wie es heute eines ist.

### Polizeilaufbahn und Tätigkeit in Sicherheitsfirma
Bei der State Police musste er mit den anderen State Troopers in Baracken leben und hatte im Monat vier Tag- und neun Nachtdienste, wobei er auf ein Monatsgehalt von 150 US-Dollar kam. Seine Karriere bei der New Jersey State Police dauerte in weiterer Folge bis 1975 an, wobei er im Laufe der knapp drei Jahrzehnte die Karriereleiter hinaufstieg und diverse Dienstgrade bekleidete. Dabei hatte er auch führende Positionen inne, darunter Ausbildner bei der Akademie, planender Officer, Deputy Superintendent oder Stabschef unter dem 1997 verstorbenen David B. Kelly. In den turbulenten 1960er Jahren war er in diversen Kommandopositionen im Einsatz, darunter bei den Unruhen von Newark 1967 oder bei der Bekämpfung des organisierten Verbrechens, die zur Verhaftung zahlreicher bekannter Mobster führte. Eine seiner herausragenden Leistungen bei der Polizei war auch der Aufbau der landesweit ersten State-Police-Unterwassereinheit, der NJSP Diving Recovery Unit, im Jahre 1958. Im Jahre 1966 war er, zum damaligen Zeitpunkt im Rang des Captains, unter anderem mit der Planung und der Sicherheit des historischen Treffens zwischen dem US-Präsidenten Lyndon B. Johnson und dem sowjetischen Präsidenten Alexei Nikolajewitsch Kossygin bei der Konferenz von Glassboro betraut. Im Jahre 1975 stieg er zum Colonel auf und wurde im gleichen Jahr zum Superintendent der New Jersey State Police ernannt. Da er in diesem Jahr 55 Jahre alt wurde und er somit das Höchstalter für seine Zwangspensionierung erreichte, hatte er diese Position nur für ein Jahr inne, ehe er aus dem Polizeidienst schied. Danach agierte er drei Jahre lang als Präsident der privaten Sicherheitsfirma Jafee Security Agency. Kurz darauf schloss er sich der von seinem ehemaligen Vorgesetzten David B. Kelly, den er einst in seinem Amt als Superintendent abgelöst hatte, gegründeten Sicherheitsfirma D.B. Kelly Associates an. Nachdem die Firma im Jahre 1978 lediglich 15 Mitarbeiter hatte, wuchs sie bis 1996, als sie verkauft wurde, auf 2.500 Mitarbeiter heran. Olaff selbst agierte 17 Jahre lang, bis 1995, als Präsident der Firma, ehe er 75-jährig in den endgültigen Ruhestand ging.

### Weitere Fußballkarriere neben der Polizeilaufbahn
Parallel zu seiner Polizeilaufbahn gehörte er in den nachfolgenden Jahren nach 1946 weiterhin der professionellen Fußballmannschaft Brooklyn Hispano an. Mit dieser gewann er unter anderem noch im Jahre 1946 den Lewis Cup, den Pokal für den Sieger des League Cups der American Soccer League. Olaffs Karriere bei der Polizei hatte auch einen klaren Einfluss auf seine internationale Fußballlaufbahn, wobei es ihm nie möglich war außerhalb des Nordostens der Vereinigten Staaten Spiele zu bestreiten. Deshalb hatte er auch oftmals spezielle Schichten, um an den Spielen von Hispano teilzunehmen. Aus diesem Grund musste Brooklyn Hispano auch seine Anzahl an Torhütern aufstocken, da es nie sicher war, ob Olaff für ein Spiel frei bekam. Als bester Torhüter der späten 1940er Jahre, als der er galt, absolvierte er unter anderem Spiele für die All-Star-Auswahl der American Soccer League gegen den FC Liverpool (1946), Djurgårdens IF (1948), sowie Schottland und Inter Mailand (beide 1949). Des Weiteren gehörte er auch der New-York-All-Star-Auswahl bei den Spielen gegen CF Atlante (1942), Hapoel Tel Aviv (1947), FC Liverpool (2 Spiele; 1946), Belfast Celtic (1949) und Manchester United (1950) an.
Im Jahre 1948 war er Teil des US-amerikanischen Aufgebots im Länderspiel gegen die Nationalmannschaft Israels. Das Spiel wird bis heute von den beteiligten Verbänden auf verschiedene Arten gewertet; während es der Israelische Fußballverband als offizielles Freundschaftsspiel gegen die Vereinigten Staaten ansieht, wertet der US-Verband das Spiel als inoffizielles Länderspiel einer US-amerikanischen Olympiaauswahl. Gene Olaff selbst war nur als Ersatztorwart anwesend und musste dem über zwei Jahre älteren Archie Strimel den Vortritt lassen. Zu seinem eigentlichen Länderspieldebüt kam er im darauffolgenden Länderspiel, rund neun Monate später, als er bei der 0:4-Heimniederlage gegen Schottland eingesetzt wurde. Das Spiel, das, wie das vorangegangene, ebenfalls in New York City ausgetragen wurde, weist ebenfalls leichte Kontroversen auf. Während der US-Verband das Spiel diesmal als offizielles Länderspiel der Vereinigten Staaten wertet, scheint das Spiel nicht in den offiziellen Länderspielen der schottischen Fußballnationalmannschaft auf.
Kurz nach dem Spiel gegen Schottland wurde er vom kurzzeitigen US-Nationaltrainer Ernö Schwarz, der nur kurz darauf durch William „Bill“ Jeffrey ersetzt wurde, gebeten für die Vereinigten Staaten an der Fußball-WM 1950 in Brasilien teilzunehmen, wobei er jedoch seinen Polizeidienst für mindestens die Dauer der Weltmeisterschaft niederlegen sollte. Von seinem befehlshabenden Officer bei der New Jersey State Police wurde er daraufhin vor die Wahl gestellt – entweder Fußball oder seine Karriere als Polizist. Da er jedoch keine Aussicht auf eine Urlaubsfreistellung hatte und seine Karriere bei der Polizei nicht gefährden wollte, entschied er sich gegen das Angebot von Schwarz. Zu ebendieser Zeit wurde Olaff auch als Nachfolger des legendären Torhüters und späteren Hall-of-Famers Stanley „Stan“ Chesney, der bereits zu Jugendzeiten das Idol Olaffs war, gesehen. Dabei ahmte er während seiner Karriere oftmals Chesney nach und trug, wie dieser, beim Spiel ein Baseballcap und Baseball Pants. Da ein Mannschaftstraining, wie es heute üblich ist, zur damaligen Zeit völlig unüblich war, trainierte Olaff für sich selbst, wobei er mit Freunden bei einer lokalen Sodafabrik in Bayonne mit Sodakästen ein Fußballtor nachahmte, sich in dieses „Tor“ stellte und seine Freunde auf sich schießen ließ.

### Ruhestand und Tod
Nachdem er kurz nach dem Ende seiner aktiven Spielerkarriere im Jahre 1954 ein Jugendfreizeitprogramm im Florence Township, New Jersey, initiiert hatte und dabei einer der Mitgründer war, diente er 20 Jahre lang als Präsident des damit verbundenen Florence Township Recreational Youth Committees. Dabei setzte er nach seinem Karriereende als Fußballspieler auch seine Aktivitäten im Freizeit- und High-School-Fußball fort. Mit seiner im Jahre 2003 im Alter von 80 Jahren verstorbenen Ehefrau Doris hatte Gene Olaff die beiden Söhne Gene (* 1948) und Gary (1950–2007). Diese wiederum gaben die Liebe zum Fußballspiel an ihre Kinder weiter, wobei unter anderem zwei seiner Enkel heute ebenfalls als Nachwuchsfußballtrainer in Erscheinung treten. Gene Olaff, der unter anderem die Northwestern University in Evanston und Chicago, sowie die Temple University in Philadelphia, Pennsylvania, besuchte, war nach dem Eintritt in den offiziellen Ruhestand weiterhin Mitglied des Board of The New Jersey State Police Museum Association und war ein Meister in der Mount Moriah Lodge #28 von Bordentown, New Jersey, sowie ein lebenslanges Mitglied der American Legion Post #194.
Im Jahre 1971 wurde er für seine erbrachten Leistungen in der „Spieler“-Kategorie in die National Soccer Hall of Fame aufgenommen. Auch war er ein starker und aktiver Unterstützer der Stadt Oneonta im US-Bundesstaat New York bei der Gründung der National Soccer Hall of Fame und bei der Beschaffung von hierfür nötigen Fördermitteln seitens des US-amerikanischen Fußballverbandes. In späteren Jahren gehörte er auch zu den Gründungsmitgliedern des National Soccer Hall of Fame Veterans Committee. In seiner Heimatstadt Florence Township gehörte er der Florence United Methodist Church an und agierte unter anderem auch als Sonntagsschullehrer und Vorsitzender des Pastor-Parish Relations Committees. Außerdem gründete und organisierte er den Boys and Girls Club, wo er vor allem den Jungen das Boxen beibrachte. Weiters war er ein Gründungsmitglied und der Präsident des 200 Club of Burlington County, der unter anderem Polizisten, Feuerwehrleute und Rettungsdienstpersonal unterstützt. Nachdem er sich im Jahre 1975 dem Burlington County Country Club anschloss, war er in den 1980ern oftmals als Golfspieler aktiv und agierte auch während der Erweiterung des Klubhauses und der Neugestaltung des Golfplatzes in den frühen 1990ern als Präsident des Klubs.
Am 17. Januar 2017 verstarb Gene Olaff 96-jährig im Florence Township, in dem er bereits seit 1950 lebte. Dabei überlebte er neben seiner 2003 verstorbenen Ehefrau Doris auch seinen 2007 verstorbenen Sohn Gary. Er selbst wurde von seinem erstgeborenen Sohn Gene, fünf Enkelkindern, sowie elf Urenkelkindern überlebt und im Familiengrab am Odd Fellows Cemetery and Mausoleum in Burlington, New Jersey, beerdigt.

## Spielstil
Sein Erfolg im Tor wird ihm vor allem aufgrund seiner Fähigkeit das Spiel zu antizipieren und der Berechnung der Winkel, die er im Tor abzudecken hatte, zugeschrieben. Auch seine als „enorm“ beschriebene „Spannweite“ soll maßgeblich zu diesem Erfolg beigetragen haben, wobei genau diese Kombination es schwer machte, ihn zu bezwingen. Bekannt war er auch für seine Dominanz bei hohen Bällen, wobei er allgemein im Luftraum des Strafraums als kaum zu bezwingen galt. Seine Größe von 1,85 m war eine große Hilfe damals noch erlaubte Rempler mit der Schulter von Seiten seiner Gegenspieler abzuwehren. Diese Rempler waren solange legal, solange sich die Spieler Schulter an Schulter attackierten und der Torwart mit beiden Beinen am Boden war. Dabei wurden in dieser Zeit oftmals die Bälle samt den Torhütern ins Tor „gerempelt“, was dem standfesten Gene Olaff mit einem Gewicht von 180 Pfund (rund 82 kg) nie passiert sein soll. Des Weiteren war Olaff auch für die Länge seiner Ausschüsse bekannt, mit denen er für gewöhnlich das Mittelfeld erreichte und auch darüber hinaus kam, was für damalige Verhältnisse nicht so einfach war, da der Ball auch im trockenen Zustand um ein Vielfaches schwerer war als heutige Fabrikate.